# CORAZON
「CORAZON」（コラソン）は、日本のアイドルグループDA PUMPの14枚目のシングルである。2001年4月25日発売。発売元はavex tune。

## 概要
- 前作から3ヶ月ぶりとなるシングル。
- タイトルの「CORAZON」は、スペイン語で「心(ハート)」を意味する。
- ISSAが作詞に参加し、「仮詩で書いていた状態のものをやろう！」とm.c.A・Tと話し合い、RAP部分はKENが作詞をした。
- 振り付けは、2日間で仕上げた。
- 売り上げ枚数20.4万枚。
- 『第52回NHK紅白歌合戦』にて歌唱。
- 2001年4月2日『HEY!HEY!HEY! MUSIC CHAMP』に出演。
- 2001年4月28日『COUNT DOWN TV』に出演。

## 収録曲
1. CORAZON(4:02)
作詞：m.c.A・T・ISSA・KEN、作曲：長部正和、編曲：富樫明生・今井了介
2. Rollin' Fall in Love(4:14)
作詞：m.c.A・T、作曲・編曲：富樫明生
3. Delight(3:49)
作詞：m.c.A・T、作曲・編曲：富樫明生
4. CORAZON (original karaoke)(4:02)
5. Rollin' Fall in Love (original karaoke)(4:14)
6. Delight (original karaoke)(3:49)

## 収録アルバム

### CORAZON
- オリジナル『THE NEXT EXIT』（2002年2月20日）
- ライブ『Da Best of DA PUMPJAPAN TOUR 2003 REBORN』（2003年11月27日）
- ベスト『Da Best of Da Pump 2 +4』（2006年3月8日）

### Rollin' Fall in Love
- ライブ『Da Best of DA PUMPJAPAN TOUR 2003 REBORN』（2003年11月27日）

### Delight
- ライブ『Da Best of DA PUMPJAPAN TOUR 2003 REBORN』（2003年11月27日）

## タイアップ
- CORAZON：日本テレビ「劇空間プロ野球」4・5月イメージソング
- Rollin' Fall in Love：ホーユー「Beauteen」CMソング